# Могельница (гмина)
Могельница (пол. Mogielnica) — гмина (волость) в Польше, входит как административная единица в Груецкий повет, Мазовецкое воеводство. Население — 9216 человек (на 2004 год).

## Демография
| Перепись                       | Всего   | Всего | Женщины | Женщины | Мужчины | Мужчины |
| ------------------------------ | ------- | ----- | ------- | ------- | ------- | ------- |
| Единицы                        | человек | %     | человек | %       | человек | %       |
| Население                      | 9216    | 100   | 4657    | 50,5    | 4559    | 49,5    |
| Плотность населения (чел./км²) | 65,1    | 65,1  | 32,9    | 32,9    | 32,2    | 32,2    |

## Сельские округа
1. Борове
2. Бжостовец
3. Дальбошек
4. Домброва
5. Дембноволя
6. Добецин
7. Дылев
8. Дзярнув
9. Дзюнин
10. Глувчин
11. Глувчин-Товажиство
12. Гурки-Изабелин
13. Грацьянув
14. Ястшембя
15. Ястшембя-Стара
16. Каплин
17. Козетулы
18. Козетулы-Нове
19. Луговице
20. Марысин
21. Михаловице
22. Меховице
23. Одцинки-Дылевске
24. Оталёнж
25. Оталёнжка
26. Павловице
27. Пончев
28. Поповице
29. Стамировице
30. Стрыкув
31. Слеповоля
32. Свидно
33. Томчице
34. Уляски-Гостомске
35. Венжовец
36. Водзична
37. Вулька-Гостомска

## Соседние гмины
1. Гмина Бельск-Дужы
2. Гмина Блендув
3. Гмина Гощын
4. Гмина Нове-Място-над-Пилицей
5. Гмина Промна
6. Гмина Садковице
7. Гмина Высмежице